# Zwei Rebläuse auf dem Weg zur Loreley
Zwei Rebläuse auf dem Weg zur Loreley ist ein deutsches pseudoerotisches Filmlustspiel aus dem Jahre 1974, das auch unter dem Titel Wenn’s juckt wird gejodelt erschien.

## Handlung
Der bayerische Binnenschiffer Sepp Brunnhöfer reist standesgemäß per Rheinschiff den Fluss entlang zu seinen rheinischen Freunden von einst, Josef und Konrad, die einst unter ihm ihren Dienst auf dem Schiff leisteten. Sepp will die beiden Kumpels um Hilfe bitten. Er will, dass sie für ihn seine drei offensichtlich in dieser Gegend verschollenen Söhne ausfindig machen. Die beiden einfältigen Rheinländer sind strohdumm und haben selbst zwei Söhne gleichen Namens, die noch mal ein Stückchen beschränkter sind als sie selbst. Jupp jr. und Konrad jr. werden von ihren Vätern losgeschickt und stellen sich fortan bei ihrer Suche unfassbar dämlich an. Sie werden von einem kopulierenden Pärchen in dessen Ente mitgenommen und freunden sich mit zwei weiteren rheinischen, weiblichen Frohnaturen an. Als sie auf einer Polizeiwache landen, erscheint auch eine gewisse Frau Schmitz, deren Töchter und Nichten Else, Trude und Paula abgängig sind. Da nun die gesuchten Söhne auch Schmitz heißen, nehmen Konrad und Jupp an, dass sich Brunnhöfer irren muss, und in Wahrheit die Söhne Töchter sind.
Durch ihr tapsiges Vorgehen entstehen auch bei den Brunnhöfer/Schmitz-Töchtern zahlreiche Verwirrungen, sodass sich die drei Schmitz-Mütter nunmehr zusammentun, um weiteres Ungemach, das durch die Nachforschungen von Jupp und Konrad droht, von ihren Familien abzuwenden. Die Ehemänner der drei Schmitz-Mütter sollen nämlich auf keinen Fall von dem Vorleben ihrer Angetrauten erfahren. Doch die Schmitz-Töchter gehen längst ihre eigenen Wege und haben die Lust am wilden Sex offensichtlich auch vom Vater geerbt. Brunnhöfers Töchter Trude und Paula Schmitz verbünden sich derweil mit Jupp und Konrad und bringen diese bei sich unter bis man am folgenden Tag den anreisenden Brunnhöfer in Empfang nehmen kann. Man macht sich einen Spaß daraus, den frisch kennengelernten Vater zu foppen und verkleidet sich bei der ersten Begegnung als ein von der Statur her etwas schwächlich ausgefallene Jungs. Dann aber gibt’s ein Happy End: Der Sepp findet wieder mit seiner einstigen Freundin Else Schmitz zusammen, während zwei der drei Töchter die neuen Freundinnen der rheinischen Suchfüchse werden. Die dritte Tochter war niemand anderes als das Mädchen, die es mit ihrem Lover Georg Wurster in der Ente getrieben hatte. So findet jeder Topf seinen Deckel.

## Produktionsnotizen
Zwei Rebläuse auf dem Weg zur Loreley entstand Mitte 1974 und wurde am 4. Oktober 1974 uraufgeführt. Der Film, als hemmungsloser Klamauk gestaltet, hat zwei vergleichsweise unbekannte Schauspieler als Hauptdarsteller, die mit ihren Darstellungen versuchen, eine Art rheinische Tünnes-und-Schäl-Version von Laurel und Hardy abzuliefern.

## Kritik
Das Lexikon des internationalen Films sah in dem Film ein „Lustspiel nach Volksbühnenart mit abgeschmackten Dialogen.“